# Manemergus anguirostris
Il manemergo (Manemergus anguirostris) è un rettile marino estinto, appartenente ai plesiosauri. Visse nel Cretaceo superiore (Turoniano, circa 92 milioni di anni fa) e i suoi resti fossili sono stati ritrovati in Africa (Marocco).

## Descrizione
Questo rettile marino è conosciuto grazie a uno scheletro quasi completo, appartenente a un esemplare giovane. Come tutti i plesiosauri, Manemergus era dotato di quattro arti trasformati in strutture simili a pinne. Il cranio era piuttosto simile a quello di altri plesiosauri strettamente imparentati (come Dolichorhynchops e Trinacromerum), ma univa un rostro relativamente corto a una regione postorbitale a forma di scatola. I denti erano sottili e lisci. Lo stato di conservazione dell'esemplare mostra forti connessioni ligamentose intervertebrali, che suggeriscono un collo piuttosto rigido nell'animale in vita.

## Classificazione
Descritto per la prima volta nel 2005, questo plesiosauro è stato attribuito alla famiglia dei policotilidi, un gruppo di plesiosauri dal collo corto e dalla testa allungata, generalmente di piccole dimensioni. Non è chiaro quali fossero le parentele di Manemergus all'interno della famiglia. I resti sono stati ritrovati nella regione dell'Alto Atlante marocchino, nei pressi della città di Goulmima (Tizi-n-Imnayen). Negli stessi luoghi sono stati ritrovati i resti di un altro plesiosauro, Thililua, attribuito dapprima ai policotilidi e in seguito classificato nei leptocleididi.